# Rahma Mahmoudi
Pour les articles homonymes, voir Mahmoudi.
Rahma Mahmoudi, née le 7 juin 1985, est une athlète tunisienne, spécialiste de la marche athlétique.

## Carrière
Elle est médaillée d'argent du 20 kilomètres marche aux championnats d'Afrique de marche en 2005 à Tunis ainsi que sur le 10 kilomètres marche aux championnats panarabes d'athlétisme 2005 à Radès.